# Alstromerija
Alstroemerija (lat. Alstroemeria), veliki rod gomoljastih trajnica iz porodice alstroemerijevki, dio reda Liliales. Postoji preko 120 vrsta koje su rasprostranjene po gotovo cijeloj Južnoj Americi, a neke su uvezene i u Sjevernu Ameriku, Australiju i na Novi zeland.

## Vrste
1. Alstroemeria achirae Muñoz-Schick & Brinck
2. Alstroemeria albescens M.C.Assis
3. Alstroemeria altoparadisea Ravenna
4. Alstroemeria amabilis M.C.Assis
5. Alstroemeria amazonica Ducke
6. Alstroemeria andina Phil.
7. Alstroemeria angustifolia Herb.
8. Alstroemeria annapolina Ravenna
9. Alstroemeria apertiflora Baker
10. Alstroemeria aquidauanica Ravenna
11. Alstroemeria arnicana Ravenna
12. Alstroemeria aulica Ravenna
13. Alstroemeria aurea Graham
14. Alstroemeria bahiensis Ravenna
15. Alstroemeria bakeri Pax
16. Alstroemeria bilabiata Ravenna
17. Alstroemeria brasiliensis Spreng.
18. Alstroemeria burchellii Baker
19. Alstroemeria cabralensis Ravenna
20. Alstroemeria caiaponica Ravenna
21. Alstroemeria calliantha M.C.Assis
22. Alstroemeria cantillanica Ravenna
23. Alstroemeria capixaba M.C.Assis
24. Alstroemeria caryophyllaea Jacq.
25. Alstroemeria chapadensis Hoehne
26. Alstroemeria chorillensis Herb.
27. Alstroemeria crispata Phil.
28. Alstroemeria cuiabana Ravenna
29. Alstroemeria cultrifolia Ravenna
30. Alstroemeria cunha Vell.
31. Alstroemeria decora Ravenna
32. Alstroemeria diluta Ehr.Bayer
33. Alstroemeria discolor Ravenna
34. Alstroemeria douradensis Ravenna
35. Alstroemeria espigonensis Ravenna
36. Alstroemeria exserens Meyen
37. Alstroemeria fiebrigiana Kraenzl.
38. Alstroemeria foliosa Mart.
39. Alstroemeria fuscovinosa Ravenna
40. Alstroemeria garaventae Ehr.Bayer
41. Alstroemeria gardneri Baker
42. Alstroemeria glaucandra Ravenna
43. Alstroemeria gouveiana Ravenna
44. Alstroemeria graminea Phil.
45. Alstroemeria hookeri Sweet
46. Alstroemeria huemulina Ravenna
47. Alstroemeria ibitipocae Ravenna
48. Alstroemeria igarapavica Ravenna
49. Alstroemeria inodora Herb.
50. Alstroemeria isabelleana Herb.
51. Alstroemeria itabiritensis Ravenna
52. Alstroemeria itatiaica Ravenna
53. Alstroemeria jocunda Ravenna
54. Alstroemeria julieae M.C.Assis
55. Alstroemeria kingii Phil.
56. Alstroemeria lactilutea Ravenna & Brinck
57. Alstroemeria landimana Ravenna
58. Alstroemeria leporina Ehr.Bayer & Grau
59. Alstroemeria ligtu L.
60. Alstroemeria litterata Ravenna
61. Alstroemeria longaviensis Ravenna
62. Alstroemeria longistaminea Mart.
63. Alstroemeria longistyla Schenk
64. Alstroemeria lutea Muñoz-Schick
65. Alstroemeria magna Ravenna
66. Alstroemeria magnifica Herb.
67. Alstroemeria malmeana Kraenzl.
68. Alstroemeria marticorenae Negritto & C.M.Baeza
69. Alstroemeria modesta Phil.
70. Alstroemeria mollensis Muñoz-Schick & Brinck
71. Alstroemeria monantha Ravenna
72. Alstroemeria monticola Mart.
73. Alstroemeria nidularis Ravenna
74. Alstroemeria nivea Ravenna
75. Alstroemeria ochracea M.C.Assis
76. Alstroemeria orchidioides Meerow, Tombolato & F.K.Mey.
77. Alstroemeria oreas Schauer
78. Alstroemeria pallida Graham
79. Alstroemeria paraensis M.C.Assis
80. Alstroemeria patagonica Phil.
81. Alstroemeria paupercula Phil.
82. Alstroemeria pelegrina L.
83. Alstroemeria penduliflora M.C.Assis
84. Alstroemeria philippii Baker
85. Alstroemeria piauhyensis Gardner ex Baker
86. Alstroemeria piperata A.R.Flores & J.M.Watson
87. Alstroemeria plantaginea Mart.
88. Alstroemeria poetica Ravenna
89. Alstroemeria polpaicana Ravenna
90. Alstroemeria polyphylla Phil.
91. Alstroemeria presliana Herb.
92. Alstroemeria pseudospathulata Ehr.Bayer
93. Alstroemeria psittacina Lehm.
94. Alstroemeria pubiflora Ravenna
95. Alstroemeria pudica Ravenna
96. Alstroemeria pulchra Sims
97. Alstroemeria punctata Ravenna
98. Alstroemeria pygmaea Herb.
99. Alstroemeria radula Dusén
100. Alstroemeria recumbens Herb.
101. Alstroemeria revoluta Ruiz & Pav.
102. Alstroemeria ribeirensis Ravenna
103. Alstroemeria roseoviridis Ravenna
104. Alstroemeria rupestris M.C.Assis
105. Alstroemeria sabulosa Ravenna
106. Alstroemeria schizanthoides Grau
107. Alstroemeria sellowiana Seub.
108. Alstroemeria spathulata C.Presl
109. Alstroemeria speciosa M.C.Assis
110. Alstroemeria spectabilis Ravenna
111. Alstroemeria stenopetala Seub.
112. Alstroemeria stenophylla M.C.Assis
113. Alstroemeria stramonia M.C.Assis & Mello-Silva
114. Alstroemeria talcaensis Ravenna
115. Alstroemeria timida Ravenna
116. Alstroemeria tombolatoana M.C.Assis
117. Alstroemeria traudliae J.M.Watson & A.R.Flores
118. Alstroemeria umbellata Meyen
119. Alstroemeria variegata M.C.Assis
120. Alstroemeria venusta Ravenna
121. Alstroemeria versicolor Ruiz & Pav.
122. Alstroemeria virginalis Ravenna & Brinck
123. Alstroemeria viridiflora Warm.
124. Alstroemeria werdermannii Ehr.Bayer
125. Alstroemeria xavantinensis Ravenna
126. Alstroemeria yaelae Ravenna
127. Alstroemeria zoellneri Ehr.Bayer